# Division Élite 2020
La Division Élite 2020 è la 39ª edizione del campionato di football americano di primo livello, organizzato dalla FFFA.
Il 12 marzo il campionato è stato sospeso a causa della pandemia di COVID-19 del 2019-2021, per essere successivamente cancellato

## Squadre partecipanti
| Club                           | Città                        | Stadio | Sponsor ufficiale | Risultato nella stagione 2019 |
| ------------------------------ | ---------------------------- | ------ | ----------------- | ----------------------------- |
| Argonautes d'Aix-en-Provence   | Aix-en-Provence              |        |                   |                               |
| Black Panthers de Thonon       | Thonon-les-Bains             |        |                   |                               |
| Blue Stars de Marseille        | Marsiglia                    |        |                   |                               |
| Centaures de Grenoble          | Grenoble                     |        |                   |                               |
| Corsaires d'Évry               | Évry                         |        |                   |                               |
| Cougars de Saint-Ouen-l'Aumône | Saint-Ouen-l'Aumône          |        |                   |                               |
| Flash de La Courneuve          | La Courneuve                 |        |                   |                               |
| Grizzlys Catalans              | Saint-Laurent-de-la-Salanque |        |                   |                               |
| Hurricanes de Montpellier      | Montpellier                  |        |                   |                               |
| Molosses d'Asnières            | Asnières-sur-Seine           |        |                   |                               |
| Spartiates d'Amiens            | Amiens                       |        |                   |                               |
| Vikings de Villeneuve-d'Ascq   | Villeneuve-d'Ascq            |        |                   |                               |

## Stagione regolare

### Calendario

#### 1ª giornata
| La Courneuve 1º febbraio 2020, ore 19:00 | Flash de La Courneuve | 28 – 0 (7-0 7-0 14-0 0-0) referto referto 2 | Spartiates d'Amiens | Stade Géo André |

| Évry 1º febbraio 2020, ore 19:00 | Corsaires d'Évry | 6 – 13 referto referto 2 | Vikings de Villeneuve-d'Ascq | Complexe Sportif du Parc des Loges |

| Asnières-sur-Seine 1º febbraio 2020, ore 19:30 | Molosses d'Asnières | 34 – 7 (6-0 8-7 14-0 6-0) referto referto 2 | Cougars de Saint-Ouen-l'Aumône | Stade Blaise Matuidi |

| Montpellier 1º febbraio 2020, ore 20:00 | Hurricanes de Montpellier | 12 – 20 (6-0 0-7 6-0 0-13) referto 2 | Centaures de Grenoble | Stade de Sabathe |

| Saint-Laurent-de-la-Salanque 2 febbraio 2020, ore 13:00 | Grizzlys Catalans | 14 – 55 (0-14 7-7 0-13 7-21) referto referto 2 | Black Panthers de Thonon | Stade Jo Maso |

| Marsiglia 2 febbraio 2020, ore 14:00 | Blue Stars de Marseille | 18 – 0 (a tavolino) referto referto 2 | Argonautes d'Aix-en-Provence | Stade Pierre-Delort |

#### 2ª giornata
| La Courneuve 15 febbraio 2020, ore 19:00 | Flash de La Courneuve | 52 – 6 (0-6 20-0 6-0 26-0) referto 2 | Molosses d'Asnières | Stade Géo André\| Arbitro: \| Perez-Canto \| |
| Arbitro:                                 | Perez-Canto           |                                      |                     |                                              |

| Amiens 15 febbraio 2020, ore 19:00 | Spartiates d'Amiens | 14 – 0 (7-0 0-0 7-0 0-0) referto referto 2 | Vikings de Villeneuve-d'Ascq | Stade du Grand Marais\| Arbitro: \| Petit \| |
| Arbitro:                           | Petit               |                                            |                              |                                              |

| Thonon-les-Bains 15 febbraio 2020, ore 19:00 | Black Panthers de Thonon | 34 – 0 (14-0 0-0 14-0 6-0) referto referto 2 | Argonautes d'Aix-en-Provence | Stade Joseph-Moynat\| Arbitro: \| Caldes \| |
| Arbitro:                                     | Caldes                   |                                              |                              |                                             |

| Montpellier 15 febbraio 2020, ore 20:00 | Hurricanes de Montpellier | 13 – 44 (0-14 7-12 0-12 6-6) referto 2 | Blue Stars de Marseille | Stade de Sabathe\| Arbitro: \| Vigne \| |
| Arbitro:                                | Vigne                     |                                        |                         |                                         |

| Saint-Laurent-de-la-Salanque 16 febbraio 2020, ore 13:00 | Grizzlys Catalans | 17 – 38 (7-0 3-14 7-9 0-15) referto referto 2 | Centaures de Grenoble | Stade Jo Maso\| Arbitro: \| Prud Homme \| |
| Arbitro:                                                 | Prud Homme        |                                               |                       |                                           |

| Saint-Ouen-l'Aumône 16 febbraio 2020, ore 14:00 | Cougars de Saint-Ouen-l'Aumône | 12 – 23 (6-7 0-16 0-0 6-0) referto referto 2 | Corsaires d'Évry | Stade Escutary\| Arbitro: \| Perez-Canto \| |
| Arbitro:                                        | Perez-Canto                    |                                              |                  |                                             |

#### Anticipi 1
| Marsiglia 23 febbraio 2020, ore 14:00 | Blue Stars de Marseille | 59 – 14 (15-0 9-8 13-0 22-6) referto referto 2 | Grizzlys Catalans | Stade Pierre-Delort\| Arbitro: \| Vigne \| |
| Arbitro:                              | Vigne                   |                                                |                   |                                            |

#### 3ª giornata
| Amiens 7 marzo 2020, ore 19:00 | Spartiates d'Amiens | 41 – 15 | Cougars de Saint-Ouen-l'Aumône | Stade du Grand Marais\| Arbitro: \| Pourhassan \| |
| Arbitro:                       | Pourhassan          |         |                                |                                                   |

| Thonon-les-Bains 7 marzo 2020, ore 19:00 | Black Panthers de Thonon | 53 – 6 | Hurricanes de Montpellier | Stadio Joseph Moynat\| Arbitro: \| Perez-Canto \| |
| Arbitro:                                 | Perez-Canto              |        |                           |                                                   |

| Grenoble 7 marzo 2020, ore 19:00 | Centaures de Grenoble | 17 – 26 | Blue Stars de Marseille | Stadio Lesdiguières\| Arbitro: \| Caldes \| |
| Arbitro:                         | Caldes                |         |                         |                                             |

| Asnières-sur-Seine 7 marzo 2020, ore 19:30 | Molosses d'Asnières | 42 – 7 | Corsaires d'Évry | Stade Blaise Matuidi\| Arbitro: \| Hunkeler \| |
| Arbitro:                                   | Hunkeler            |        |                  |                                                |

| Aix-en-Provence 8 marzo 2020, ore 14:00 | Argonautes d'Aix-en-Provence | 26 – 35 | Grizzlys Catalans | Stade Georges Carcassonne\| Arbitro: \| Vigne \| |
| Arbitro:                                | Vigne                        |         |                   |                                                  |

| Wattignies 8 marzo 2020, ore 14:00 | Vikings de Villeneuve-d'Ascq | 0 – 41 | Flash de La Courneuve | Creps De Wattignies\| Arbitro: \| Hunkeler \| |
| Arbitro:                           | Hunkeler                     |        |                       |                                               |

#### 4ª giornata
| 14 marzo 2020, ore 19:00 | Spartiates d'Amiens | – | Molosses d'Asnières |  |

| 14 marzo 2020, ore 19:00 | Centaures de Grenoble | – | Black Panthers de Thonon |  |

| 14 marzo 2020, ore 20:00 | Hurricanes de Montpellier | – | Argonautes d'Aix-en-Provence |  |

| 15 marzo 2020, ore 14:00 | Cougars de Saint-Ouen-l'Aumône | – | Vikings de Villeneuve-d'Ascq |  |

| 15 marzo 2020, ore 14:00 | Corsaires d'Évry | – | Flash de La Courneuve |  |

#### Anticipi 2
| 21 marzo 2020 | Black Panthers de Thonon | – | Blue Stars de Marseille |  |

#### 5ª giornata
| 28 marzo 2020 | Blue Stars de Marseille | – | Black Panthers de Thonon |  |

| 28 marzo 2020 | Vikings de Villeneuve-d'Ascq | – | Molosses d'Asnières |  |

| 28 marzo 2020, ore 19:00 | Flash de La Courneuve | – | Cougars de Saint-Ouen-l'Aumône |  |

| 29 marzo 2020, ore 13:00 | Grizzlys Catalans | – | Hurricanes de Montpellier |  |

| 29 marzo 2020, ore 14:00 | Argonautes d'Aix-en-Provence | – | Centaures de Grenoble |  |

| 29 marzo 2020, ore 14:00 | Corsaires d'Évry | – | Spartiates d'Amiens |  |

#### 6ª giornata
| 4 aprile 2020 | Vikings de Villeneuve-d'Ascq | – | Corsaires d'Évry |  |

| 4 aprile 2020, ore 19:00 | Spartiates d'Amiens | – | Flash de La Courneuve |  |

| 4 aprile 2020, ore 19:00 | Centaures de Grenoble | – | Argonautes d'Aix-en-Provence |  |

| 5 aprile 2020, ore 14:00 | Cougars de Saint-Ouen-l'Aumône | – | Molosses d'Asnières |  |

| 5 aprile 2020, ore 14:00 | Hurricanes de Montpellier | – | Grizzlys Catalans |  |

#### 7ª giornata
| 18 aprile 2020 | Vikings de Villeneuve-d'Ascq | – | Spartiates d'Amiens |  |

| 18 aprile 2020, ore 19:00 | Argonautes d'Aix-en-Provence | – | Blue Stars de Marseille |  |

| 18 aprile 2020, ore 19:00 | Centaures de Grenoble | – | Grizzlys Catalans |  |

| 18 aprile 2020, ore 19:30 | Molosses d'Asnières | – | Flash de La Courneuve |  |

| 19 aprile 2020, ore 14:00 | Corsaires d'Évry | – | Cougars de Saint-Ouen-l'Aumône |  |

| 19 aprile 2020, ore 14:00 | Hurricanes de Montpellier | – | Black Panthers de Thonon |  |

#### 8ª giornata
| 2 maggio 2020 | Blue Stars de Marseille | – | Hurricanes de Montpellier |  |

| 2 maggio 2020, ore 19:00 | Flash de La Courneuve | – | Vikings de Villeneuve-d'Ascq |  |

| 2 maggio 2020, ore 19:00 | Cougars de Saint-Ouen-l'Aumône | – | Spartiates d'Amiens |  |

| 2 maggio 2020, ore 19:00 | Black Panthers de Thonon | – | Centaures de Grenoble |  |

| 3 maggio 2020, ore 13:00 | Grizzlys Catalans | – | Argonautes d'Aix-en-Provence |  |

| 3 maggio 2020, ore 14:00 | Corsaires d'Évry | – | Molosses d'Asnières |  |

#### 9ª giornata
| 16 maggio 2020 | Vikings de Villeneuve-d'Ascq | – | Cougars de Saint-Ouen-l'Aumône |  |

| 16 maggio 2020, ore 19:00 | Flash de La Courneuve | – | Corsaires d'Évry |  |

| 16 maggio 2020, ore 19:00 | Argonautes d'Aix-en-Provence | – | Black Panthers de Thonon |  |

| 16 maggio 2020, ore 19:00 | Centaures de Grenoble | – | Hurricanes de Montpellier |  |

| 16 maggio 2020, ore 19:30 | Molosses d'Asnières | – | Spartiates d'Amiens |  |

| 17 maggio 2020, ore 13:00 | Grizzlys Catalans | – | Blue Stars de Marseille |  |

#### 10ª giornata
| 30 maggio 2020 | Blue Stars de Marseille | – | Centaures de Grenoble |  |

| 30 maggio 2020, ore 19:00 | Cougars de Saint-Ouen-l'Aumône | – | Flash de La Courneuve |  |

| 30 maggio 2020, ore 19:00 | Spartiates d'Amiens | – | Corsaires d'Évry |  |

| 30 maggio 2020, ore 19:00 | Black Panthers de Thonon | – | Grizzlys Catalans |  |

| 30 maggio 2020, ore 19:00 | Argonautes d'Aix-en-Provence | – | Hurricanes de Montpellier |  |

| 30 maggio 2020, ore 19:30 | Molosses d'Asnières | – | Vikings de Villeneuve-d'Ascq |  |

### Classifiche
Le classifiche della regular season sono le seguenti:
- PCT = percentuale di vittorie, G = partite giocate, V = partite vinte,  P = partite perse, PF = punti fatti, PS = punti subiti

#### Conference Nord
| Pos. | Squadra                        | PCT   | G | V | N | P | PF  | PS |
| ---- | ------------------------------ | ----- | - | - | - | - | --- | -- |
| 1    | Flash de La Courneuve          | 1.000 | 3 | 3 | 0 | 0 | 121 | 6  |
| 2    | Spartiates d'Amiens            | .667  | 3 | 2 | 0 | 1 | 55  | 43 |
| 3    | Molosses d'Asnières            | .667  | 3 | 2 | 0 | 1 | 82  | 66 |
| 4    | Vikings de Villeneuve-d'Ascq   | .333  | 3 | 1 | 0 | 2 | 13  | 61 |
| 5    | Corsaires d'Évry               | .333  | 3 | 1 | 0 | 2 | 36  | 67 |
| 6    | Cougars de Saint-Ouen-l'Aumône | .000  | 3 | 0 | 0 | 3 | 34  | 98 |

#### Conference Sud
| Pos. | Squadra                      | PCT   | G | V | N | P | PF  | PS  |
| ---- | ---------------------------- | ----- | - | - | - | - | --- | --- |
| 1    | Black Panthers de Thonon     | 1.000 | 3 | 3 | 0 | 0 | 142 | 20  |
| 2    | Blue Stars de Marseille      | 1.000 | 4 | 4 | 0 | 0 | 147 | 44  |
| 3    | Centaures de Grenoble        | .667  | 3 | 2 | 0 | 1 | 75  | 55  |
| 4    | Grizzlys Catalans            | .250  | 4 | 1 | 0 | 3 | 80  | 178 |
| 5    | Argonautes d'Aix-en-Provence | .000  | 3 | 0 | 0 | 3 | 26  | 87  |
| 6    | Hurricanes de Montpellier    | .000  | 3 | 0 | 0 | 3 | 31  | 117 |

## Playoff

### Tabellone
|  | Wild Card | Wild Card | Wild Card |     |  | Semifinali | Semifinali | Semifinali |  |  | XXVI Casque de Diamant | XXVI Casque de Diamant | XXVI Casque de Diamant |  |
|  |           |           |           |     |  |            |            |            |  |  |                        |                        |                        |  |
|  |           |           |           |     |  | 1N         | TBD        |            |  |  |                        |                        |                        |  |
|  |           |           |           |     |  | 1N         | TBD        |            |  |  |                        |                        |                        |  |
|  |           |           |           | TBD |  |            |            |            |  |  |                        |                        |                        |  |
|  | 2S        | TBD       |           |     |  |            |            |            |  |  |                        |                        |                        |  |
|  | 2S        | TBD       |           |     |  |            |            |            |  |  |                        |                        |                        |  |
|  | 3N        | TBD       |           |     |  |            |            |            |  |  |                        |                        |                        |  |
|  | 3N        | TBD       | TBD       |     |  |            |            |            |  |  |                        |                        |                        |  |
|  |           |           |           |     |  |            |            |            |  |  |                        |                        |                        |  |
|  |           |           | TBD       |     |  |            |            |            |  |  |                        |                        |                        |  |
|  |           |           |           |     |  |            |            |            |  |  |                        |                        |                        |  |
|  |           |           |           |     |  |            |            |            |  |  |                        |                        |                        |  |
|  |           |           |           |     |  |            |            |            |  |  |                        |                        |                        |  |
|  |           | 1S        | TBD       |     |  |            |            |            |  |  |                        |                        |                        |  |
|  |           |           |           |     |  |            |            |            |  |  |                        |                        |                        |  |
|  |           |           |           | TBD |  |            |            |            |  |  |                        |                        |                        |  |
|  | 2N        | TBD       |           |     |  |            |            |            |  |  |                        |                        |                        |  |
|  | 2N        | TBD       |           |     |  |            |            |            |  |  |                        |                        |                        |  |
|  | 3S        | TBD       |           |     |  |            |            |            |  |  |                        |                        |                        |  |

### Wild Card
| 13 giugno 2020 | TBD | – | TBD |  |

| 13 giugno 2020 | TBD | – | TBD |  |

### Semifinali
| 20 giugno 2020 | TBD | – | TBD |  |

| 20 giugno 2020 | TBD | – | TBD |  |

### XXVI Casque de Diamant
| 4 luglio 2020 | TBD | – | TBD |  |